# کلمنس زلتسر
کلمنس زلتسر (آلمانی: Clemens Selzer؛ زادهٔ ۲۶ ژوئیهٔ ۱۹۸۵) دوچرخه‌سوار اهل اتریش است.
وی در بخش اسپرینت و تایم تریل ۱ کیلومتر مسابقات قهرمانی دوچرخه‌سواری پیست جهان ۲۰۱۰ شرکت کرده است.